# Pilot (serietidning)
Pilot, som från början hette Pilot 22, var en svensk serietidning som gavs ut av Semic Press under åren 1970-1984. (Pilot 22 gavs ut under åren 1965-1969 och av Centerförlaget.) Innehållet bestod mest av amerikanska och brittiska serier med inriktning på krig och flyg. I början av 1980-talet utökades innehållet, på grund av svikande försäljning, till att även innehålla serier om motorsport.
Några ofta återkommande seriefigurer var Buck Danny, Battler Britton och Paddy Payne.